# Ligamentum sacrouterinum
Das Ligamentum sacrouterinum ist ein Band (Ligament), gehört zum Bandapparat der Gebärmutter (Uterus) und ist Teil der Parametrien.
Das Band ist ein von glatter Muskulatur durchsetzter, faserreicher Bindegewebszug, der den Gebärmutterhals mit dem Kreuzbein (Os sacrum) verbindet. Er hält die Gebärmutter von hinten in ihrer Lage.